# Gran Premio di Macao 2006
Il Gran Premio di Macao 2006 di Formula 3 si è svolto il 19 novembre 2006 sul circuito da Guia, a Macao. La gara, come al solito ricca di incidenti e colpi di scena, è stata vinta dal pilota del team di Kimi Räikkönen Mike Conway. Il giovane promettente inglese ha preceduto sul traguardo l'esperto italo-americano Richard Antinucci e il tedesco Adrian Sutil.

## Gara
Polesitter: Kamui Kobayashi ( Giappone) (Dallara 306-Mercedes - ASM)
Ordine d'arrivo: (15 giri per un totale di 91,725 km)
1. Mike Conway ( Regno Unito) (Dallara 306-Mercedes - Räikkönen) in 39'35.404
2. Richard Antinucci ( Stati Uniti) (Dallara 306-Mercedes - ASM) a 1"489
3. Adrian Sutil ( Germania) (Dallara 306-Toyota - Tom's) a 2"055
4. Sébastien Buemi ( Svizzera) (Dallara 306-Mugen - Carlin) a 7"409
5. Romain Grosjean ( Svizzera) (Dallara 306-Mercedes - Signature) a 8"752
6. James Jakes ( Regno Unito) (Dallara 306-Mercedes - Manor) a 23"963
7. Kazuya Oshima ( Giappone) (Dallara 306-Toyota - Tom's) a 29"948
8. Yelmer Buurman ( Paesi Bassi) (Dallara 306-Mercedes - Fortec) a 35"978
9. Maro Engel ( Germania) (Dallara 306-Mugen - Carlin) a 36"494
10. Fabio Carbone ( Brasile) (Dallara 306-Nissan - Three Bond) a 36"904